# Rose Yeboah
Rose Amoanimaa Yeboah (Accra, 23 dicembre 2001) è un'altista ghanese.

## Record nazionali
Seniores
- Salto in alto: 1,94 m ( Chengdu, 6 agosto 2023)

## Progressione

### Salto in alto
| Stagione | Misura | Luogo            | Data      | Rank. Mond. |
| -------- | ------ | ---------------- | --------- | ----------- |
| 2024     | 1,90 m | Accra            | 19-3-2024 |             |
| 2023     | 1,94 m | Chengdu          | 6-8-2023  |             |
| 2022     | 1,85 m | Birmingham       | 6-8-2022  |             |
| 2019     | 1,84 m | Rabat            | 27-8-2019 |             |
| 2018     | 1,65 m | Sekondi-Takoradi | 27-1-2018 |             |

## Palmarès
| Anno | Manifestazione               | Sede         | Evento        | Risultato | Prestazione | Note                          |
| ---- | ---------------------------- | ------------ | ------------- | --------- | ----------- | ----------------------------- |
| 2019 | Africani U20                 | Abidjan      | Salto in alto | Oro       | 1,83 m      | Miglior prestazione personale |
| 2019 | Giochi panafricani           | Rabat        | Salto in alto | Oro       | 1,84 m      | Miglior prestazione personale |
| 2022 | Campionati africani          | Saint-Pierre | Salto in alto | Oro       | 1,79 m      |                               |
| 2022 | Giochi del Commonwealth      | Birmingham   | Salto in alto | 7ª        | 1,85 m      |                               |
| 2023 | Giochi mondiali universitari | Chengdu      | Salto in alto | Oro       | 1,94 m      | Record nazionale              |
| 2024 | Giochi panafricani           | Accra        | Salto in alto | Oro       | 1,90 m      | [ 1 ]                         |
| 2024 | Campionati africani          | Douala       | Salto in alto | Oro       | 1,87 m      |                               |
| 2024 | Giochi olimpici              | Parigi       | Salto in alto | 25ª (q)   | 1,88 m      |                               |